# Цастров, Карл Людвиг фон
Карл Людвиг фон Цастров (нем. Carl Ludwig von Zastrow; 12 мая 1784, Потсдам — 4 октября 1835, Глогау) — прусский военачальник, генерал от инфантерии.

## Биография
Представитель дворянского рода Цастровых. Сын генерал-майора Фридриха Вильгельма фон Застрова (1749—1833).
Участник Битвы при Йене и Ауэрштедте в ходе Войны четвёртой коалиции. был ранен и взят в плен. Ему удалось бежать и добраться в Восточную Пруссию. Затем в середине марта 1807 года был назначен старшим лейтенантом в Притвицкий гусарский полк. В сражении при Гейльсберге отличился и был награждён орденом Pour le Mérite .
После заключения Тильзитского мира произведён в капитаны и командиры эскадрона. Принимал участие в русской кампании 1812 года, сражался в боях при Бауске, Дюнабурге и Багните где был тяжело ранен. Будучи майором, командовал эскадроном в Восточно-Прусском кавалерийском полку с конца марта по начало декабря 1813 года . Затем был переведен на ту же должность в Бранденбургский гусарский полк.
Во время освободительной войны сражался, среди прочего, в битве при Кацбахе, где снова был ранен, при Лаоне, Монмирале, Шато-Тьерри, Линьи и Вавре. За что был отмечен Железным крестом обеих степеней .
Скончался в Глогау в результате полученных на войне ранений.
- В ноябре 1799 г. поступил в Военную академию.
- В 1800 — Корнет жандармского полка.
- В 1807 г. — старший лейтенант Притвицкого гусарского полка.
- В 1808 г. — штабс-капитан лейб-гвардии гусарского полка.
- В 1813 г. — Майор Восточно-Прусского кавалерийского полка.

Позже переведен в Бранденбургский гусарский полк .
- В 1815 г. — командир 5-го уланского полка.
- 1818 г. — Полковник.
- 1825 г. — Командир 9-й кавалерийской бригады.
- 1828 г. — Генерал-майор.
- 1835 г. — Командир 9-й дивизии.
- 1836 г. — Первый командующий Глогау.